# Union démocrate et chrétienne slovaque - Parti démocrate
L’Union démocrate et chrétienne slovaque - Parti démocrate (en slovaque : Slovenská demokratická a kresťanská únia - Demokratická strana), SDKÚ-DS est un parti politique slovaque de centre droit, conservateur et libéral, inactif de son dernier congrès en 2016 à 2023.

## Histoire

### Fondation
Le parti est fondé en 2000 sous le nom d'Union démocrate et chrétienne slovaque (SDKÚ) par Mikuláš Dzurinda, alors président du gouvernement et certains ministres, tous étant issus de la Coalition démocratique slovaque (SDK). Ces différentes personnalités étaient issues du Mouvement chrétien-démocrate (KDH), comme Dzurinda, de l'Union démocratique (DÚ), tel Eduard Kukan, ou du Parti démocrate (DS), à l'instar d'Ivan Mikloš. Enregistré auprès du ministère de l'Intérieur le 18 février 2000, la SDKÚ absorbe la DÚ en août suivant.
Le 18 novembre, le premier congrès, réuni à Bratislava, porte Dzurinda à la présidence, tandis que Kukan, Ľubomír Harach, Milan Kňažko et Juraj Kopčák sont désignés vice-présidents.
La formation ne constitue pas immédiatement de groupe parlementaire, restant membre de la SDK, et réaffirme son soutien au gouvernement. Dans le cadre des élections législatives du 21 septembre 2002, il fait connaître son intention de constituer une nouvelle coalition gouvernementale. Ayant recueilli 15,1 % des voix et 28 députés sur 150 lors de ce scrutin, la SDKÚ forme une alliance de centre droit avec le KDH, le Parti de la coalition hongroise (SMK-MKP) et l'Alliance du nouveau citoyen (ANO) permettant la reconduction de Mikuláš Dzurinda à la tête du gouvernement et qui entend poursuivre la politique de réformes économiques.

### Au gouvernement: 2002-2006
L'accord de coalition est formalisé le 8 octobre entre Dzurinda, Béla Bugár, président du SMK-MKP, Pavol Hrušovský, président du KDH, et Pavol Rusko, président de l'ANO, et le cabinet est officiellement constitué huit jours plus tard. La SDKÚ y obtient les ministères des Affaires étrangères, de la Défense, des Finances, du Travail et des Affaires sociales. Le 8 octobre 2003, l'ancien ministre de la Défense Ivan Šimko annonce son départ de la formation et fonde le Forum libre (SF).
L'année 2004 se révèle électoralement contrastée pour le parti : si Eduard Kukan termine troisième du premier tour de l'élection présidentielle avec 22,1 % des suffrages, la liste conduite par Peter Šťastný remporte 17,1 % des voix aux élections européennes du 13 juin, se classant en tête des résultats, une première depuis la fondation de la SDKÚ. Le 22 mai, le congrès nomme Pavol Kubovič, Pavol Prokopovič, Juraj Liška, Ivan Mikloš, Eduard Kukan et Milan Hort vice-présidents. Environ une semaine plus tard, Jozef Banáš, membre de l'ANO, adhère au parti. 
Au mois de février 2006, un désaccord sur un traité avec le Vatican comprenant une clause d'objection de conscience conduit le KDH à se retirer de coalition gouvernementale. Des élections législatives anticipées sont alors convoquées le 17 juin. Bien que le parti ait progressé de plus de trois points, avec 18,35 % des suffrages et 31 élus, le scrutin consacre la victoire de Direction - Social-démocratie (Smer-SD), de Robert Fico, qui forme une alliance avec les populistes et les nationalistes.
Durant cette période, la formation a conduit au succès de la politique étrangère, la Slovaquie ayant intégré l'OTAN et l'Union européenne (UE).

### Dans l'opposition: 2006-2010
Le 21 janvier 2006, le Parti démocrate (DS) fusionne avec la SDKÚ, qui prend alors la dénomination de « Union démocrate et chrétienne slovaque – Parti démocrate » (SDKÚ-DS). Quelques mois plus tard, le 17 novembre, le congrès confirme Mikuláš Dzurinda à la direction, désignant Iveta Radičová comme vice-présidente en remplacement de Pavol Prokopovič, tous les autres étant reconduits. Dans le même temps, Štefan Hudec devient secrétaire général à la place de Ivan Harman.
Après la publication d'un appel, signé par quatorze membres du parti, appelant à un changement de direction, le bureau de la SDKÚ décide, le 8 mars 2008, l'exclusion des quatorze signataires. Seuls Juraj Liška et Valentín Mikuš, président du parti à Bratislava, votent contre. Mikuš est alors exclu, mais annonce neuf jours plus tard qu'il conteste cette décision devant la Cour constitutionnelle, la jugeant attentatoire à ses droits fondamentaux. Le 19 juin, Liška subit la même sanction et quitte dans la foulée le groupe parlementaire, suivi peu après par l'arbitre international Ľuboš Micheľ. Au cours de l'été, les structures régionales de Bratislava sont dissoutes puis reconstituées, et en septembre, le parti publie « La Slovaquie peut plus – Programme de la SDKÚ-DS », une alternative au programme de Robert Fico.
Lors de l'élection présidentielle des 21 mars et 4 avril 2009, l'ancienne ministre du Travail Iveta Radičová arrive deuxième au premier tour en obtenant 38,05 % des suffrages exprimés, derrière le président sortant, Ivan Gašparovič. Elle est cependant battue lors du second tour, ayant recueilli 44,47 % des voix. Deux mois plus tard, le 6 juin, la liste emmenée par l'ancien chef de la diplomatie Eduard Kukan se classe deuxième des élections européennes avec 16,98 % des voix, soit seize points de retard sur Smer-SD.

### Retour au pouvoir: 2010-2012
Au début de l'année 2010, Dzurinda renonce à conduire la campagne pour les élections législatives du 4 juin, et se fait remplacer par Radičová à l'issue d'une primaire l'ayant opposée à Ivan Mikloš. Celle-ci obtient un score en baisse de trois points et trois députés, mais le centre droit dans son ensemble décroche une majorité de 79 sièges sur 150. Elle conclut alors un accord de coalition avec Liberté et Solidarité (SaS), le Mouvement chrétien-démocrate (KDH) et Most–Híd, représentant de la minorité hongroise, et devient présidente du gouvernement le 8 juillet. Première femme désignée à ce poste, elle constitue un cabinet dont font partie Mikuláš Dzurinda, comme ministre des Affaires étrangères, et Ivan Mikloš, qui retrouve le ministère des Finances.
Lors du congrès organisé au mois de novembre, Dzurinda est une nouvelle fois réélu, tandis que Radičová, Mikloš et Hort sont reconduits à la vice-présidence et que la ministre de la Justice, Lucia Žitňanská, est élue à leurs côtés.

### Dur passage dans l'opposition

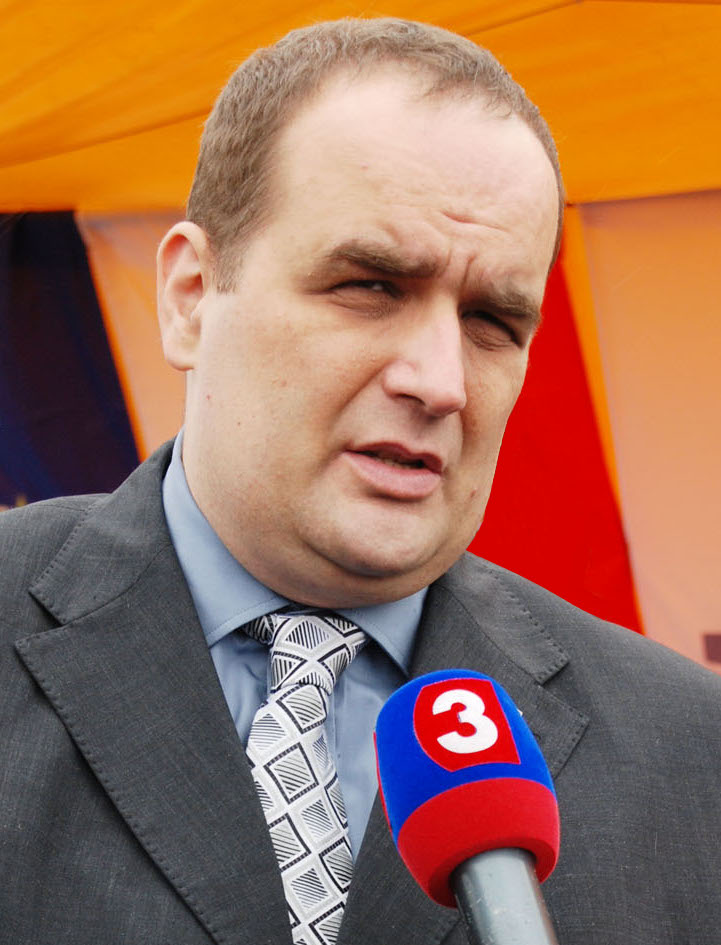
Pavol Frešo en 2011.

Contrainte de convoquer des élections législatives anticipées pour le 12 mars 2012, à la suite du rejet, le 11 octobre 2011, de la participation de la Slovaquie au Fonds européen de stabilité financière, Radičová annonce son retrait de la vie politique et Mikuláš Dzurinda redevient chef de file du parti, qui n'emporte que 5,8 % des voix et 11 députés lors du scrutin, passant à la cinquième place des forces politiques slovaques.
Le 19 mai, le président de la région de Bratislava, Pavol Frešo, est élu président du parti au second tour de scrutin, par 242 voix contre 154 à l'ancienne ministre de la Justice, et vice-présidente sortante, Lucia Žitňanská. Le nouveau chef renouvelle totalement la direction, aucun vice-président n'étant alors reconduit, les délégués ayant choisi Ivan Štefanec, Jozef Mikuš, Viliam Novotný et Martin Fedor, seul ancien ministre.
Lors des élections législatives de 2016, le parti perd sa représentation parlementaire, en n'obtenant que 6 938 voix (soit 0,27 %).

## Dirigeants
- Mikuláš Dzurinda (2000-2012)
- Pavol Frešo (2012-2016[3])

## Résultats électoraux

### Élections législatives
| Année | %    | Mandats  | Rang | Tête de liste     | Gouvernement        |
| ----- | ---- | -------- | ---- | ----------------- | ------------------- |
| 2002  | 15,1 | 28 / 150 | 2e   | Mikuláš Dzurinda  | Dzurinda II         |
| 2006  | 18,4 | 31 / 150 | 2e   | Mikuláš Dzurinda  | Opposition          |
| 2010  | 15,4 | 28 / 150 | 2e   | Iveta Radičová    | Radičová            |
| 2012  | 5,8  | 11 / 150 | 5e   | Mikuláš Dzurinda  | Opposition          |
| 2016  | 0,3  | 0 / 150  | 15e  | Pavol Frešo       | Extra-parlementaire |
| 2023  | 0,03 | 0 / 150  | 25e  | Branislav Rybárik | Extra-parlementaire |

### Élections présidentielles
| Année | Candidat            | 1er tour        | 1er tour        | 2e tour         | 2e tour         |
| Année | Candidat            | %               | Rang            | %               | Rang            |
| ----- | ------------------- | --------------- | --------------- | --------------- | --------------- |
| 1999  | Magdaléna Vášáryová | 6,6             | 3e              |                 |                 |
| 2004  | Eduard Kukan        | 22,1            | 3e              |                 |                 |
| 2009  | Iveta Radičová      | 38,1            | 2e              | 44,5            | 2e              |
| 2014  | Pas de candidat     | Pas de candidat | Pas de candidat | Pas de candidat | Pas de candidat |

### Élections européennes
| Année | %    | Mandats | Rang | Groupe |
| ----- | ---- | ------- | ---- | ------ |
| 2004  | 17,1 | 3 / 14  | 1er  | PPE-DE |
| 2009  | 17,0 | 2 / 13  | 2e   | PPE    |
| 2014  | 7,8  | 2 / 13  | 3e   | PPE    |
| 2024  | 0,03 | 0 / 15  | 23e  |        |